# Piegtymiel
Piegtymiel (ros. Пегтымель, w górnym biegu Rapylkatyn, Рапылькатын) – rzeka w azjatyckiej części Rosji, w Czukockim Okręgu Autonomicznym; długość 345 km; powierzchnia dorzecza 17 600 km².
Źródła w Górach Czukockich, płynie w kierunku północno-zachodnim, dzieląc się na liczne ramiona i meandrując; uchodzi deltą do Morza Wschodniosyberyjskiego.
Zasilanie śniegowo-deszczowe; zamarza od września do czerwca.